# Craiova
Craiova är en stad (municipiu) i Oltenien, den västra delen av det historiska landskapet Valakiet i södra Rumänien. Den är residensstad i länet Dolj och hade 269 506 invånare enligt folkräkningen oktober 2011. Staden fick ett universitet den 25 april 1947.